# Esgrima als Jocs Olímpics d'estiu de 1928 - floret individual masculí
La competició de floret individual masculí va ser una de les set proves del programa d'esgrima que es van disputar als Jocs Olímpics d'Amsterdam de 1928. La prova es va disputar entre el 31 de juliol i l'1 d'agost de 1928, amb la participació de 54 tiradors procedents de 22 nacions diferents. Novament es va reduir el límit de participants per nació, de 12 a 8 el 1920, de 8 a 4 el 1924 i de 4 a 3 el 1928. La prova va ser guanyada pel francès Lucien Gaudin, que fou acompanyat al podi per l'alemany Erwin Casmir i l'italià Giulio Gaudini, segon i tercer respectivament.

## Medallistes
| Or                  | Plata              | Bronze               |
| Lucien Gaudin (FRA) | Erwin Casmir (GER) | Giulio Gaudini (ITA) |

## Format del concurs
La competició va utilitzar un format de tres rondes. En cadascuna d'elles els tiradors es dividien en grups per competir en un tots contra tots. Els combats eren a cinc tocs. Es van utilitzar les regles estàndard del floret, incloent-hi que els tocs s'havien de fer amb la punta del floret, l'àrea de diana es limitava al tors i la prioritat determinava el guanyador dels dobles tocs.
- Quarts de final: hi havia 6 grups de 6–8 tiradors cadascun. Els 3 millors tiradors de cada sèrie van passar a les semifinals.
- Semifinals: hi havia 3 grups de 8 tiradors cadascun. Els 4 millors tiradors de cada semifinal van passar a la final.
- Final: La final estava composta per 12 tiradors.

## Resultats
Font: Resultats oficials; De Wael

### Ronda 1
Cada sèrie era en el format tots contra tots. Els combats eren a cinc tocs. Els tres millors tiradors de cada grup passaven a les semifinals.

#### Sèrie A
| Pos. | Tirador           | Nació         | Victòries | Notes |
| ---- | ----------------- | ------------- | --------- | ----- |
| 1    | Albert De Roocker | Bèlgica       | 4         | Q     |
| 2    | Zoltán Schenker   | Hongria       | 4         | Q     |
| 3    | George Calnan     | Estats Units  | 3         | Q     |
| 4    | Frans Mosman      | Països Baixos | 3         |       |
| 5    | Jens Berthelsen   | Dinamarca     | 1         |       |
| 6    | Mahmoud Abdin     | Egipte        | 0         |       |

#### Sèrie B
| Pos. | Tirador           | Nació     | Victòries | Notes |
| ---- | ----------------- | --------- | --------- | ----- |
| 1    | Ivan Osiier       | Dinamarca | 5         | Q     |
| 2    | Erwin Casmir      | Alemanya  | 4         | Q     |
| 3    | Giulio Gaudini    | Itàlia    | 3         | Q     |
| 4    | Johan Falkenberg  | Noruega   | 2         |       |
| 5    | Gusztáv Kálniczky | Hongria   | 1         |       |
| 6    | Fernando García   | Espanya   | 0         |       |

#### Sèrie C
| Pos. | Tirador              | Nació        | Victòries | Notes |
| ---- | -------------------- | ------------ | --------- | ----- |
| 1    | Lucien Gaudin        | França       | 5         | Q     |
| 2    | Fritz Gazzera        | Alemanya     | 3         | Q     |
| 3    | Joe Levis            | Estats Units | 3         | Q     |
| 4    | Eugène Empeyta       | Suïssa       | 2         |       |
| 5    | Denis Pearce         | Regne Unit   | 1         |       |
| 6    | Konstantinos Botasis | Grècia       | 1         |       |

#### Sèrie D
| Pos. | Tirador                   | Nació         | Victòries | Notes |
| ---- | ------------------------- | ------------- | --------- | ----- |
| 1    | Ugo Pignotti              | Itàlia        | 7         | Q     |
| 2    | Oscar Viñas               | Argentina     | 5         | Q     |
| 3    | Pierre Pêcher             | Bèlgica       | 5         | Q     |
| 4    | Paul Kunze                | Països Baixos | 3         |       |
| 5    | Sebastião Herédia         | Portugal      | 3         |       |
| 6    | Robert Montgomerie        | Regne Unit    | 3         |       |
| 7    | John Albaret              | Suïssa        | 1         |       |
| 8    | Konstantinos Nikolopoulos | Grècia        | 1         |       |

#### Sèrie E
| Pos. | Tirador            | Nació         | Victòries | Notes |
| ---- | ------------------ | ------------- | --------- | ----- |
| 1    | Oreste Puliti      | Itàlia        | 6         | Q     |
| 2    | Saul Moyal         | Egipte        | 4         | Q     |
| 3    | Nicolaas Nederpeld | Països Baixos | 4         | Q     |
| 4    | Thomas Wand-Tetley | Regne Unit    | 3         |       |
| 5    | Frithjof Lorentzen | Noruega       | 2         |       |
| 6    | Frédéric Fitting   | Suïssa        | 1         |       |
| 7    | Tomás Goyoaga      | Xile          | 1         |       |

#### Sèrie F
| Pos. | Tirador         | Nació      | Victòries | Notes |
| ---- | --------------- | ---------- | --------- | ----- |
| 1    | György Rozgonyi | Hongria    | 5         | Q     |
| 2    | Hans Lion       | Àustria    | 4         | Q     |
| 3    | Bertil Uggla    | Suècia     | 3         | Q     |
| 4    | Domingo García  | Espanya    | 2         |       |
| 5    | Władysław Segda | Polònia    | 1         |       |
| 6    | Ðuro Freund     | Iugoslàvia | 0         |       |

#### Sèrie G
| Pos. | Tirador           | Nació     | Victòries | Notes |
| ---- | ----------------- | --------- | --------- | ----- |
| 1    | Philippe Cattiau  | França    | 6         | Q     |
| 2    | Kurt Ettinger     | Àustria   | 5         | Q     |
| 3    | Raymond Bru       | Bèlgica   | 4         | Q     |
| 4    | Kim Bærentzen     | Dinamarca | 3         |       |
| 5    | Jacob Bergsland   | Noruega   | 2         |       |
| 6    | Torvald Appelroth | Finlàndia | 1         |       |
| 7    | Gheorghe Caranfil | Romania   | 0         |       |

#### Sèrie H
| Pos. | Tirador         | Nació        | Victòries | Notes |
| ---- | --------------- | ------------ | --------- | ----- |
| 1    | Roger Ducret    | França       | 7         | Q     |
| 2    | Dernell Every   | Estats Units | 5         | Q     |
| 3    | Mihai Savu      | Romania      | 4         | Q     |
| 4    | Ivar Tingdahl   | Suècia       | 4         |       |
| 5    | Richard Brünner | Àustria      | 3         |       |
| 6    | Joseph Misrahi  | Egipte       | 3         |       |
| 7    | Julius Thomson  | Alemanya     | 2         |       |
| 8    | Armando Alemán  | Espanya      | 0         |       |

### Semifinals
Cada sèrie era en el format tots contra tots. Els combats eren a cinc tocs. Els quatre millors tiradors de cada grup passaven a la final.

#### Semifinal A
| Pos. | Tirador            | Nació         | Victòries | Notes |
| ---- | ------------------ | ------------- | --------- | ----- |
| 1    | Erwin Casmir       | Alemanya      | 6         | Q     |
| 2    | Ugo Pignotti       | Itàlia        | 5         | Q     |
| 3    | Philippe Cattiau   | França        | 4         | Q     |
| 4    | Joe Levis          | Estats Units  | 3         | Q     |
| 5    | Hans Lion          | Àustria       | 2         |       |
| 6    | Zoltán Schenker    | Hongria       | 1         |       |
| 7    | Nicolaas Nederpeld | Països Baixos | 0         |       |
| –    | Albert De Roocker  | Bèlgica       | DNF       |       |

#### Semifinal B
| Pos. | Tirador         | Nació        | Victòries | Notes |
| ---- | --------------- | ------------ | --------- | ----- |
| 1    | Oreste Puliti   | Itàlia       | 7         | Q     |
| 2    | Roger Ducret    | França       | 5         | Q     |
| 3    | György Rozgonyi | Hongria      | 5         | Q     |
| 4    | Bertil Uggla    | Suècia       | 3         | Q     |
| 5    | Mihai Savu      | Romania      | 3         |       |
| 6    | Saul Moyal      | Egipte       | 2         |       |
| 7    | Pierre Pêcher   | Bèlgica      | 2         |       |
| 8    | Dernell Every   | Estats Units | 1         |       |

#### Semifinal C
| Pos. | Tirador        | Nació        | Victòries | Notes |
| ---- | -------------- | ------------ | --------- | ----- |
| 1    | Lucien Gaudin  | França       | 7         | Q     |
| 2    | Giulio Gaudini | Itàlia       | 5         | Q     |
| 3    | Raymond Bru    | Bèlgica      | 5         | Q     |
| 4    | Fritz Gazzera  | Alemanya     | 4         | Q     |
| 5    | Ivan Osiier    | Dinamarca    | 3         |       |
| 6    | Kurt Ettinger  | Àustria      | 2         |       |
| 7    | George Calnan  | Estats Units | 1         |       |
| 8    | Oscar Viñas    | Argentina    | 1         |       |

### Final
La final era en el format tots contra tots. Els combats eren a cinc tocs. Els tres millors tiradors van finalitzar emprats a nou punts i va ser necessari un desempat per aclarir les tres medalles.
| Pos. | Tirador          | Nació        | Victòries | Notes |
| ---- | ---------------- | ------------ | --------- | ----- |
| 1    | Lucien Gaudin    | França       | 9         | B     |
| 1    | Giulio Gaudini   | Itàlia       | 9         | B     |
| 1    | Erwin Casmir     | Alemanya     | 9         | B     |
| 4    | Oreste Puliti    | Itàlia       | 8         |       |
| 5    | Philippe Cattiau | França       | 7         |       |
| 6    | Raymond Bru      | Bèlgica      | 7         |       |
| 7    | Ugo Pignotti     | Itàlia       | 4         |       |
| 8    | Fritz Gazzera    | Alemanya     | 4         |       |
| 9    | Roger Ducret     | França       | 3         |       |
| 10   | György Rozgonyi  | Hongria      | 3         |       |
| 11   | Joe Levis        | Estats Units | 2         |       |
| 12   | Bertil Uggla     | Suècia       | 1         |       |

#### Desempat
El desempat va ser un tots contra tots entre els tres primers finalistes. Cadascun havia perdut dos combats a la final, un contra un altre dels tres primers classificats i un altre davant un tirador no classificat per al desempat.
| Pos. | Tirador        | Nació    | Victòries |
| ---- | -------------- | -------- | --------- |
| 1    | Lucien Gaudin  | França   | 2         |
| 2    | Erwin Casmir   | Alemanya | 1         |
| 3    | Giulio Gaudini | Itàlia   | 0         |